# Rui Araújo (político brasileiro)
Rui Araújo (Recife, 4 de dezembro de 1900 – Manaus, 26 de julho de 1969) é um advogado, juiz de direito, promotor de justiça e político brasileiro radicado no Amazonas, estado onde foi vice-governador.

## Dados biográficos
Filho de Francisco Pedro de Araújo Filho e Francelina Barbosa de Araújo. Radicado no Amazonas desde 1904, trabalhou na Empresa Brasileira de Correios e Telégrafos quando era estudante. Nos idos da Revolução de 1930 diplomou-se advogado pela Universidade Federal do Amazonas sendo nomeado juiz de direito para uma jurisdição que se estendia de Humaitá a Guajará-Mirim, cidade rondoniense que na época integrava o território de Mato Grosso. Consultor jurídico da Estrada de Ferro Madeira-Mamoré, retornou ao Amazonas onde foi promotor de justiça em cidades do interior e mais tarde desempenhou as funções de delegado e chefe de polícia nos governos de Álvaro Maia e Nelson de Melo. Em 1935 o presidente Getúlio Vargas o nomeou promotor do Instituto de Aposentadorias e Pensões dos Comerciários, órgão no qual trabalhou até se aposentar. Como o regresso de Álvaro Maia ao Palácio Rio Negro na condição de interventor federal, foi nomeado secretário-geral do estado. Durante Segunda Guerra Mundial presidiu a Comissão Estadual de Defesa Passiva Antiaérea e também a Comissão de Abastecimento e Preços, deixando o poder após o fim do Estado Novo.
Filiado ao PSD foi derrotado ao disputar o governo amazonense em 1947 e 1954, todavia elegeu-se deputado federal em 1950 e deputado estadual em 1962. Escolhido presidente da Assembleia Legislativa por seus colegas, foi reconduzido ao cargo anos mais tarde e também escolhido presidente do diretório estadual da ARENA. Renunciou ao mandato ao ser eleito vice-governador do Amazonas  na chapa de Danilo Areosa em 1966. Primeiro ocupante do cargo desde a promulgação da Constituição de 1946, exerceu-o em conjunto com a presidência do legislativo estadual graças às leis vigentes. Faleceu em pleno exercício de suas funções vitima de um ataque cardíaco.
Irmão do político André Araújo e pai do jornalista Francisco Pedro de Araújo Neto, correspondente do Jornal do Brasil em Roma entre 1958 e 2001 e que trabalhou em outros veículos de imprensa.